# 20 (số)
20 (đọc là hai mươi, hai chục, đôi mươi) là một số tự nhiên ngay sau 19 và ngay trước 21.
- Bình phương của 20 là 400.
- Căn bậc hai của 20 là 2,472135955 (2{\displaystyle {\sqrt {5}}})

Số 20 là
- Số Pronic vì {\displaystyle 20=4\times 5}.
- Số chóp tam giác thứ tư.
- Là cơ sở trong hệ nhị thập phân.
- Là hợp số thứ ba mà sao cho là tích của bình phương một số nguyên tố với một số nguyên tố ({\displaystyle 20=2^{2}\times 5})
- Là số dồi dào nguyên thủy nhỏ nhất.

## Trong hóa học
- 20 là số hiệu nguyên tố của nguyên tử Calci (Ca).